# Lennart van der Meulen
Lennart van der Meulen (Delft, 23 maart 1959 – 10 juni 2024) was een Nederlands (omroep)bestuurder. Hij was 14 jaar lang, van 2009 tot 2023, algemeen directeur van de VPRO.

## Carrière
Na een studie Bestuurskunde in Stockholm en Sociale Wetenschappen in Utrecht ging Van der Meulen in 1986 aan de slag bij D66. Dit deed hij eerst als stafmedewerker en later als landelijk campagneleider.
Van der Meulen rondde zijn politieke carrière af als politiek adviseur van de staatssecretaris voor media en cultuur, Aad Nuis. In 1997 zette hij zijn loopbaan verder als Commissaris programmatoezicht bij het Commissariaat voor de Media. Hij was onder andere columnist bij Adformatie, voorzitter van Filminvesteerders Nederland en netcoördinator van Nederland 3 en Nederland 2 voordat hij in 2009 algemeen directeur werd van de VPRO.
In maart 2023 was hij door ziekte genoodzaakt zijn functie als directeur over te dragen. Hierop werd hij ditzelfde jaar geridderd. Van der Meulen overleed een jaar later, op 10 juni 2024, op 65-jarige leeftijd aan de gevolgen van galwegkanker.

## Andere activiteiten
- Voorzitter Commissie Cultuurnota 2013 – 2016, gemeente Utrecht,  2013
- Oprichter Belgisch Filmfestival, in samenwerking met het Louis Hartlooper Complex, Utrecht, 2014
- Medeauteur manifest Onbegrensd over een humaan vluchtelingenbeleid, 2015
- Oprichter van Net in Nederland (NiNl), een platform voor video on demand voor migranten, met in Arabisch en Engels ondertitelde programma’s en journaals van de publieke omroep, 2015
- Voorzitter van de Raad van Toezicht TivoliVredenburg, sinds 2014
- Voorzitter van het CoBO-fonds, sinds 2015

Verder heeft Van der Meulen bestuursfuncties bekleed voor onder andere het Holland Festival, de Stichting filmeducatie The Moviezone, de Stichting Investeringsfaciliteit voor de Film, het College van Omroepen (CVO) en Kunsten ‘92 en de Scholenstichting St. Michaël.
- International Standard Name Identifier: 0000 0003 9638 2367
- Nederlandse Thesaurus van Auteursnamen: 07343311X
- Virtual International Authority File: 291298061
- WorldCat: E39PBJy4gmfWDrG9JB9BwwpQMP